# Championnats d'Europe de judo 2010
Navigation
Édition précédente Édition suivante
La 59e édition des Championnats d'Europe de judo, la 24e depuis la réunification des compétitions masculine et féminine, se déroule du 22 au 25 avril 2010 à Vienne en Autriche. Près de 300 participants, venus de 44 nations, combattent lors de cette compétition dont le programme est agrémenté d'une compétition par équipes jusqu'alors organisée séparément.

## Tableau des médailles
Le tableau des médailles officiel ne prend pas en compte les deux compétitions par équipes
| Rang  | Nation      | Or | Argent | Bronze | Total |
| ----- | ----------- | -- | ------ | ------ | ----- |
| 1     | Hongrie     | 2  | 3      | 2      | 7     |
| 2     | Russie      | 2  | 2      | 1      | 5     |
| 3     | Roumanie    | 2  | 0      | 0      | 2     |
| 4     | Pays-Bas    | 1  | 2      | 2      | 5     |
| 5     | Slovénie    | 1  | 1      | 2      | 4     |
| 6     | Biélorussie | 1  | 1      | 0      | 2     |
| 7     | France      | 1  | 0      | 3      | 4     |
| 8     | Belgique    | 1  | 0      | 2      | 3     |
| 9     | Espagne     | 1  | 0      | 2      | 3     |
| 10    | Portugal    | 1  | 0      | 1      | 2     |
| 11    | Suède       | 1  | 0      | 0      | 1     |
| 12    | Italie      | 0  | 2      | 1      | 3     |
| 13    | Autriche    | 0  | 2      | 1      | 3     |
| 14    | Géorgie     | 0  | 1      | 0      | 1     |
| 15    | Allemagne   | 0  | 0      | 2      | 2     |
| 16    | Pologne     | 0  | 0      | 2      | 2     |
| 17    | Royaume-Uni | 0  | 0      | 2      | 2     |
| 18    | Ukraine     | 0  | 0      | 1      | 1     |
| 19    | Azerbaïdjan | 0  | 0      | 1      | 1     |
| 19    | Grèce       | 0  | 0      | 1      | 1     |
| 19    | Israël      | 0  | 0      | 1      | 1     |
| 19    | Suisse      | 0  | 0      | 1      | 1     |
| Total | Total       | 14 | 14     | 28     | 56    |

## Podiums

### Femmes
| Épreuves                          | Or                           | Argent                   | Bronze                                      |
| --------------------------------- | ---------------------------- | ------------------------ | ------------------------------------------- |
| Moins de 48 kg poids super-légers | Alina Dumitru (ROU)          | Éva Csernoviczki (HUN)   | Oiana Blanco (ESP) Charline Van Snick (BEL) |
| Moins de 52 kg poids mi-légers    | Natalia Kuzyutina (RUS)      | Rosalba Forciniti (ITA)  | Pénélope Bonna (FRA) Ilse Heylen (BEL)      |
| Moins de 57 kg poids légers       | Oana Caprioriu (ROU)         | Sabrina Filzmoser (AUT)  | Hedvig Karakas (HUN) Telma Monteiro (POR)   |
| Moins de 63 kg poids mi-moyens    | Elisabeth Willeboordse (NED) | Edwige Gwend (ITA)       | Vlora Bedzeti (SVN) Vera Koval (RUS)        |
| Moins de 70 kg poids moyens       | Anett Meszaros (HUN)         | Rasa Sraka (SVN)         | Cecilia Blanco (ESP) Juliane Robra (SUI)    |
| Moins de 78 kg poids mi-lourds    | Abigel Joo (HUN)             | Marhinde Verkerk (NED)   | Lucie Louette (FRA) Maryna Pryshchepa (UKR) |
| Plus de 78 kg poids lourds        | Lucija Polavder (SVN)        | Tea Dongouzachvili (RUS) | Karina Bryant (GBR) Urszula Sadkowska (POL) |

### Hommes
| Épreuves                          | Or                         | Argent                       | Bronze                                        |
| --------------------------------- | -------------------------- | ---------------------------- | --------------------------------------------- |
| Moins de 60 kg poids super-légers | Sofiane Milous (FRA)       | Ludwig Paischer (AUT)        | Jeroen Mooren (NED) Elio Verde (ITA)          |
| Moins de 66 kg poids mi-légers    | Sugoi Uriarte (ESP)        | Miklos Ungvari (HUN)         | Rok Draksic (SVN) Andreas Mitterfellner (AUT) |
| Moins de 73 kg poids légers       | João Pina (POR)            | Batradz Kaitmazov (RUS)      | Ugo Legrand (FRA) Attila Ungvari (HUN)        |
| Moins de 81 kg poids mi-moyens    | Sirazhudin Magomedov (RUS) | Aliaksandr Stsiashenka (BLR) | Euan Burton (GBR) Guillaume Elmont (NED)      |
| Moins de 90 kg poids moyens       | Marcus Nyman (SWE)         | Varlam Liparteliani (GEO)    | Ilias Iliadis (GRE) Elkhan Mammadov (AZE)     |
| Moins de 100 kg poids mi-lourds   | Elco van der Geest (BEL)   | Henk Grol (NED)              | Benjamin Behrla (GER) Ariel Zeevi (ISR)       |
| Plus de 100 kg poids lourds       | Ihar Makarau (BLR)         | Barna Bor (HUN)              | Andreas Tölzer (GER) Janusz Wojnarowicz (POL) |

### Par équipes
| Épreuves | Or                                                                                           | Argent                                                                                       | Bronze |
| -------- | -------------------------------------------------------------------------------------------- | -------------------------------------------------------------------------------------------- | --- |
| Hommes   | Géorgie David Asumbani Zaza Kedelashvili Levan Tsiklauri Varlam Liparteliani Lasha Gujejiani | France Sofiane Milous Loïc Korval Antoine Jeannin Romain Buffet Teddy Riner                  | Russie Alim Gadanov Mansur Isaev Ivan Nifontov Kirill Denisov Dmitry Sterkhov Roumanie Dan Fâşie Costel Danculea Marian Halas Valentin Radu Daniel Brata                  |
| Femmes   | Italie Rosalba Forciniti Giulia Quintavalle Edwige Gwend Erica Barbieri Assunta Galeone      | Pologne Marta Kubań Małgorzata Bielak Monika Chrościelewska Katarzyna Kłys Urszula Sadkowska | France Pénélope Bonna Morgane Ribout Gévrise Émane Mylène Chollet Lucie Louette Ukraine Tetyana Lusnikova Anna Nikitina Svetlana Chepurina Nataliya Smal Svitlana Yaromka |